# Kuojärvi
Kuojärvi är en sjö i kommunen Sankt Michel i landskapet Södra Savolax i Finland. Arean är 34 hektar och strandlinjen är 4,65 kilometer lång.  Den  ingår i Kymmene älvs huvudavrinningsområde.  Sjön ligger omkring 18 kilometer nordväst om S:t Michel och omkring 210 kilometer nordöst om Helsingfors. 
I sjön finns ön Ukonsaari vars area är 0,4 hektar med den största längden 120 meter i nord-sydlig riktning.